# Give In to Me
〈Give In to Me〉는 미국의 가수 마이클 잭슨의 1991년 스튜디오 음반 《Dangerous》의 열 번째 트랙이다. 이 싱글은 아일랜드와 뉴질랜드에서 4주 연속 1위를 차지했고 영국 싱글 차트에서도 2위를 차지했다. 스타일적으로 〈Give In to Me〉는 건즈 앤 로지스의 기타리스트 슬래시가 참여한 하드 록 발라드이며, 건즈 앤 로지스는 〈D.S.〉와 〈Morphine〉 그리고 〈Privacy〉에서 솔로곡을 불렀다. 헤비 메탈 발라드로도 불리는 이 노래가 공격적인 성적 풍미를 지녔다는 의견도 있다. 이 싱글은 유럽, 호주, 뉴질랜드에서만 발매되었다. 싱글 발매의 양면에는 〈Dirty Diana〉와 〈Beat It〉의 음반 버전이 포함되어 있다.

## 구성
이 노래는 마단조로 쓰여져 있다. 잭슨의 보컬 범위는 G3부터 B4까지이고, 분당 87박자의 중간 정도의 느린 템포를 가지고 있다.

## 뮤직 비디오
〈Give In to Me〉의 뮤직 비디오는 잭슨이 실내 록 콘서트에서 전 리빙 컬러의 베이시스트 머즈 스킬링스, 건즈 앤 로지스의 기타리스트 슬래시, 길비 클라크와 함께 이 노래를 무대에서 연주하는 것을 특징으로 하며 밴드의 순회 키보디스트 테디 앤드레디스도 함께 한다. 큰 폭발음은 후에 스타일화된 전기 아크와 잭슨이 그의 몸을 타고 흘러내리는 춤의 비주얼과 함께 들린다. 슬래시의 깁슨 레스폴은 프리트에 맞고 리프의 속도가 빨라진다. 마지막 장면은 잭슨의 몸을 따라 흐르는 전기 아크를 보여주는데, 의도하지 않은 효과가 남아 있다. 이 비디오는 비디오 음반인 《Dangerous: The Short Films》와 《Michael Jackson's Vision》에 수록되어 있다.
1992년 6월 27일 Dangerous World Tour의 개막 콘서트 이틀 전에 독일 뮌헨에서 1992년 6월 25일에 촬영되었다. 비디오에 등장하는 불꽃놀이는 컴퓨터로 만들어졌으며 나중에 추가되었다. 그것은 2009년 10월에 유튜브에 게재되었다. 이 동영상은 2021년 9월 현재 1억2천200만 건 이상의 조회수를 기록하고 있다.

## 곡 목록
- 오스트리아 CD 싱글

1. "Give In to Me" – 5:28
2. "Dirty Diana" – 4:52
3. "Beat It" – 4:17

- 영국 CD 싱글

1. "Give In to Me" (Vocal Version) – 4:42
2. "Dirty Diana" – 4:52
3. "Beat It" – 4:17

- 영국 프로모 CD

1. "Give In to Me" (Vocal Version) – 4:42
2. "Give In to Me" (Instrumental) – 5:28

- 45 RPM 그리고 7인치

1. "Give In to Me" – 5:28
2. "Dirty Diana" – 4:52

## 인증
| 국가                                                  | 인증 | 판매량/출하량 |
| ----------------------------------------------------- | ---- | ------------- |
| 오스트레일리아 (ARIA)                                 | 골드 | 35,000^       |
| 뉴질랜드 (RMNZ)                                       | 골드 | 5,000*        |
| *판매량을 기반으로 한 인증 ^출하량을 기반으로 한 인증 |      |               |